# Enneapterygius triserialis
Enneapterygius triserialis är en fiskart som beskrevs av Fricke, 1994. Enneapterygius triserialis ingår i släktet Enneapterygius och familjen Tripterygiidae. Inga underarter finns listade i Catalogue of Life.